# مقراب سوبارو
مقراب سوبارو  (بالإنجليزية: Subaru Telescope ) هو أكبر مقراب تبنيه اليابان، قام ببنائه المرصد الفلكي الوطني الياباني على قمة مونا كيا الواقعة على أحد جزر هاواي ب المحيط الهادي. وتشكل جزر هاواي منذ الحرب العالمية الثانية إحدى ولايات الولايات المتحدة الأمريكية. وقد سمي المقراب على اسم أحد التجمعات النجمية المفتوحة المعروفة بالعربية ثريا (عنقود نجمي) . وتعتبر مرآته أكبر مرآة أحادية في العالم .
.
يحتوي المرصد على مرآتان، يبلغ قطر كل منهما 2و8 متر .
بدأ مقراب سوبارو العمل في 28 يناير 1999 . وهو يلتقط الصور الكونية في نطاق الضوء المرئي وفي نطاق الطيف للأشعة تحت الحمراء .

## خصائصه التقنية
يبلغ قطر المرآة الرئيسية 2و8 متر من الزجاج المنخفض التمدد، غ سمكها 20 سنتيمتر وتزن نحو 8و22 طن . ويبلغ بعدها البؤري 15 متر، ودقة السطح في المتوسط 14 نانومتر.
الرآة مثبتة بحيث ترى رأسيا بينما يمكن لنظامها الضوئي الضبط بطريقة مقراب كريتين-كاسيجرين . يبلغ ارتفاع النظام الضوئي 22 متر ويزن نحو 555 طن. ويمكن التقاط الصور على 4 بؤر للمقراب:
- في البؤرة الأساسية (F2,0) ومثبت فيها الكاميرا الرئيسية،
- بورة كاسيجرين (F12,2) التي تمون عدة أجهزة ذات قدرة تباين مدعومة بالبصريات الموائمة adaptive Optik
  - كاميرا للضوء الضعيف و محلل طيفي
  - كاميرا باردة للأشعة تحت الحمراء الوسطية ومطياف،
  - كاميرا للأشعة تحت الحمراء ومطياف،
  - مصور للهالة الشمسية ذو بصريات موائمة
  - مقراب ناسميث Nasmyth telescope
  - مقراب ناسميث للاشعة تحت الحمراء .

يبلغ مبنى المرصد 43 متر وهو ذو قاعدة مستديرة قطر 40 متر ويزن نحو 2000 طن . يتكون الغلاف الخارجي من ألواح من الألمونيوم.

## انجازاته العلمية

### أوائل المجرات
تقترب قدرة تصوير مرصد سوبارو للتصوير في اعماق الكون من قدرة مقراب هابل الفضائي ، إلا أنه يفوقة في الاتساع . وقد رصد المرصد مجرة بعيدة في المجال العميق يبلغ انزياحها الأحمر 7 في عام 2007 . ويعادل هذا الانزياح مسافة 88و12 مليار سنة ضوئية. أي أن الضوء غادر تلك المجرة عندما كان عمر الكون 780 مليون سنة فقط .entdeckt.

### اوائل الأوتار
بالاشتراك مع مرصد بارانال VLT التابع للمنظمة الأوروبية للفضاء قام مرصد سوبارو عام 2009 باكتشاف أكبر تجمع للمجرات في هيئة وترية في الكون الناشئ . ويوجد هذا الوتر بالقرب من تجمع المجرات CL0016 ، وهو يبعدنحو 7و6 مليار سنة ضوئية، وتبلغ كتلته أكبر 10.000 مرة من كتلة مجرتنا درب التبانة.

## اقرأ أيضا
- مرصد بارانال
- مرصد ويبل
- مرصد ألوك بيك سمرقند
- مرصد لاس كامباناس
- مرصد مونا لوا
- مرصد مونا كيا
- مرصد جيميني
- مرصد كيك
- مرصد مولارد الراديوي
- مرصد هابل الفضائي
- مقراب سبيتزر الفضائي
- مقراب التقنية الجديدة